# بندر الحربي
بندر الحربي (وُلد عام 1977 ميلاديًا في الظهران) هو كاتبٌ ومترجم سعودي حاصل على وثيقة المترجم المعتمد من وزارة الثقافة. رأس تحرير مجلة «القافلة» التي تصدر عن شركة أرامكو السعودية من سبتمبر 2018م إلى يناير 2022م، وساهم في ترجمة العديد من المواد الصحفية والمؤلفات العلمية والأدبية من اللغة الإنجليزية من أبرزها: (جزر العبقرية)، (ببغاء فلوبير). حاصل على درجة البكالوريوس في علم الاجتماع.

## التعليم والعمل
تلقى تعليميه الأساسي في مدينة الخبر، وتخرج من ثانوية الخبر عام 1995، واهتم منذ وقت مبكر بالأنشطة الثقافية والمعرفية. التحق بجامعة الملك عبد العزيز بجدة لدراسة علم الاجتماع. وبدأ حياته المهنية بالعمل في الهيئة الملكية للجبيل وينبع، ثم انتقل عام 2016 إلى أرامكو السعودية ليعمل رئيساً لوحدة المطبوعات ورئيساً لتحرير مجلة القافلة، وفي عام 2022 انتقل للعمل إلى وزارة الطاقة.

### العمل الإعلامي والترجمة
وبالإضافة إلى حصول الحربي على جائزة وزارة الثقافة في دروتها الأولى في مجال الترجمة، فقد تلقت أعماله إشادة من الوسط الثقافي والإعلامي. فقد ذكرت صحيفة الحياة في سبتمبر 2013 أنه "استطاع أن يجد له مكاناً في حركة الترجمة العربية محلياً وعربياً". وأشادت مجلة سيدتي بمقالاته التي تتمتع بالأسلوب الرشيق.
وفي مقابلة مع صحيفة القبس الكويتية تتناول مجلة القافلة ودوره في رئاسة تحريرها، ذكرت أنه يمتلك خبرةً واسعة في الثقافة ويتعامل مع هذه المطبوعة القيمة بعناية وشفافية وكفاءة عالية، أسهمت إلى حد كبير في تألقها واستمراريتها كمشروع ثقافي مميز وناجح.
وفيما يتعلق بالجانب الأكاديمي، فقد أسهم أحد أعماله في نقل معارف علمية للجامعات العربية عن متلازمة الموهوب من خلال كتاب الدكتور دارولد تريفيرت، وذكر الحربي أن اهتمامه بالترجمة بدأ منذ وقتٍ مبكر، وأن الترجمة تمثل له أكثر من هواية، ورغبة في الاكتشاف، ومساحة للتدرب على الإتقان، وأن اختياراته في الترجمة مبنية على اهتماماته وحرصه على أن تكون الأعمال المترجمة فريدة ومميّزة في مجالها.

## ترجماته
- 2012: (جزر العبقرية) العقل الخصب للتوحد، العبقرية المكتسبة والمفاجئة. تأليف: دارولد تريفيرت.[12]
- 2013: (وداعاً بابل) البحث عن مُتعلمي اللغة الأكثر موهبة في العالم. تأليف: مايكل إيرارد.[13]
- 2014: (الملعقة المختفية) وقصص أخرى حقيقية في الجنون، والحب، وتاريخ العالم من الجدول الدوري للعناصر الكيميائية. تأليف: سام كين.[14][15]
- 2016: (الضّجيج) تاريخ إنساني للصوت والإصغاء. تأليف: ديفد هندي.[16]
- 2019: (ببّغاء فلوبير). تأليف: جوليان بارنز.[17]
- 2021: (القواميس) تأليف: لندا مكلستون.[18][19]
- 2024: (الرواد النفسيون: المواد المخدِّرة وتشكيل العقل الحديث) تأليف: مايك جاي.[20]
- 2024: (قرناء الخير في طبيعتنا البشرية: لماذا تناقص العنف) تأليف: ستيفن بنكر.[21]
- 2024: (الجهل: تاريخ للظاهرة من منظور عالمي) تأليف: بيتر بيرك.[22]
- 2024: (الوصول للحياد الصفريِّ: إجراءاتُ للتعامل مع تحدي التغيّر المناخي) تأليف: ويليام فليتشر وكريغ سميث.
- 2025: (اللغة في العصر الرقمي: التحديات والرؤى). تحرير: دانيال ديجيكا وجيد هانسن وبيتر ساندريني ويوليا بارا.[23]
- 2025: (معنى القلق: وطبيعته الثقافية والنفسية والبيولوجية) تأليف: رولو ماي.

## الإسهامات الثقافية
- أسهم في الإشراف على مشروعات لمجلة القافلة لترجمة المعلقات إلى اللغات: الإنجليزية، والفرنسية، والإسبانية، والصينية بالتعاون مع أكاديميين متخصصين من الدول الناطقة بهذه اللغات.[24][25]
- أسهم في تأسيس وإدارة بودكاست القافلة الذي بدأ في فبراير 2021.[26]
- أسهم في إصدار كتابين "مختارات من القصص القصيرة والشعر السعوديين" لنادي المنطقة الشرقية الأدبي عام 2019.[27]

الإشراف على مشروعات في الترجمة
أسهم في إصدار مجلة «ساتا» عن جمعية الترجمة السعودية عام 2024م.

### المحاضرات والندوات
- يوليو 2018: محاضرة "رباعيات العبقرية" (نادي كتابي، الخبر).
- أكتوبر 2019: محاضرة "كيف تترجمين كتابك الأول. الاختيار وآلية النشر وجودة المحتوى" (كلية اللغات والترجمة جامعة الأميرة نورة).
- أكتوبر 2019: الأدب الرقمي .. الإبداع في عصر الثورة الصناعية (جمعية الثقافة والفنون، الدمام).[29]
- فبراير 2020: محاضرة "ما في وقت؟ تجارب قصيرة في إدراة ترجمات طويلة" (نادي المترجم جامعة الملك سعود).[30]
- يوليو 2020: "كيف حال القافلة؟ لقاء مع رؤساء التحرير" (مركز الملك عبد العزيز الثقافي العالمي إثراء).[31]
- فبراير 2022: "التطوع في الترجمة" (هيئة الأدب والنشر والترجمة).[32]
- أكتوبر 2022: "هل يجب أن تكون متذوقاً للأدب كي تتقن الترجمة الأدبية" (معرض الرياض الدولي للكتاب).[33]
- فبراير 2023: ورشة عمل "النشر والتحرير الإعلامي للمطبوعات المؤسسية" (المنتدى السعودي للإعلام).
- فبراير 2023: "استراتيجيات ترجمة الشعر" (هيئة الأدب النشر والترجمة).[34]
- مارس 2023: "مسؤولية المترجم الأدبي الثقافية" (مهرجان الكُتاب والقُراء، الدمام).[35]
- يوليو 2023: محاضرة "مهارات التواصل والكتابة" (جمعية علوم للبحث والتطويرفي مدينة الملك عبد العزيز للعلوم والتقنية).[36]
- أغسطس 2023: "جودة الترجمة ومعايير تقييمها" (مركز الترجمة والتعريب والاهتمام باللغة العربية التابع للأمانة العامة لمجلس التعاون لدول الخليج العربية).[37]

### إدارة وتنظيم الندوات
- ديسمبر 2018: تقديم ندوة "التواصل العلمي في المملكة" (مجلة القافلة ومؤسسة السعودي العلمي، الخبر[38]).
- مارس 2019: تقديم ندوة "الفلسفة وفي الحياة" (مجلة القاقلة، الرياض).[39]
- مايو 2019: تقديم ندوة "وظائف المستقبل والمهارات التي تحتاجها" (الهيئة الملكية بالجبيل الصناعية).[40]
- يونيو 2019: تقديم ندوة "المبادرات الثقافية في المملكة" (مكتبة الملك عبد العزيز العامة، الرياض).[41]
- سبتمبر 2019: تنظيم ندوة "جودة الحياة في المملكة" (برنامج جودة الحياة، الرياض).[42]
- نوفمبر 2019: إدارة ندوة "مستقبل اللغة بين الذكاء البشري والاصطناعي" (مركز التميز البحثي في اللغة العربية في جامعة الملك عبد العزيز والنادي الأدبي الثقافي في جدة).[43]
- يناير 2020: تنظيم ندوة "في مؤتمر فكر 17 الاقتصاد الرقمي .. مستجداته وتطبيقاته" (مركز الملك عبد العزيز الثقافي العالمي إثراء).
- مارس 2020: تنظيم ندوة "الحرف الطباعي العربي وحاله اليوم" (مجلة القافلة).
- مايو 2020: تنظيم ندوة "الأداء المُنتج للعمل عن بعد" (مجلة القافلة).
- يوليو 2020: تنظيم ندوة "الفن في زمن الذكاء الاصطناعي" (مجلة القافلة).[44]
- نوفمبر 2020: إدراة ندوة "اللغة العربية رقمياً: تجارب معاصرة ورؤى مستقبلية" (مجلة القافلة).[45][46]
- نوفمبر 2020: تنظيم ندوة "التأثير السيبراني على السلوك والذكاء العاطفي" (مجلة القافلة).[47]
- يناير 2021: تنظيم ندوة "إعادة شرح المعلقات وترجمتها" (مركز الملك عبد العزيز الثقافي العالمي إثراء).
- مارس 2021: تنظيم ندوة "الثقافة الشفهية في العصر الرقمي وأسباب انتشارها" (مجلة القافلة).
- نوفمبر 2022: "الترجمة السياحية: رفاهية اللحظة أم استراتيجية المستقبل" (هيئة الأدب والنشر والترجمة، ملتقى الترجمة).[48]
- ديسمبر 2022: إدارة "ندوة اللغة العربية والطاقة لإثراء المحتوى العربي المتخصص" (مركز الملك عبد الله للدراسات والبحوث البترولية "كابسارك"، الرياض).[49]
- فبراير 2024: تقديم ندوة "الترجمة الأدبية" في جناح المملكة العربية السعودية في معرض نيودلهي الدولي للكتاب في الهند.[50]
- أكتوبر 2024: تقديم محاضرة "هل تُرجمت الجزيرة العربية إلى العربية؟ تساؤلات حول الترجمة"، مركز الملك فيصل للبحوث والدراسات الإسلامية.[51]

## المشاركات الإعلامية
استضيف في العديد من الحورات الصحفية، واللقاءات الإعلامية المرئية والمسموعة التي تحدّث فيها عن شؤون الثقافة والترجمة والمشاريع الثقافية التي شارك فيها أو أشرف عليها.

## الجوائز
- فاز عام 2021 بجائزة المركز الثالث في مبادرة الجوائز الثقافية الوطنية في فرع الترجمة التي ترعاها وزارة الثقافة السعودية.[7][57]

- حصل على جائزة مركز الملك عبد الله للدراسات والبحوث البترولية للغة العربية (المركز الأول، في مسار الكتب) عام 2023م.[58]
- جائزة مركز الملك عبد الله للدراسات والبحوث البترولية للغة العربية 2024 (مسار الترجمة الإثرائية المتخصصة بمجال الطاقة).

## روابط خارجية
- ترجمة الأدب
- لقاء مع المترجم بندر الحربي
- مقابلة مع القناة الثقافية السعودية
- مقابلة مع إذاعة الرياض
- تدشين كتاب المعلقات لجيل الألفية
- دور مجلة القافلة الثقافي (محاضرة)